# Archboldlaubenvogel
Der Archboldlaubenvogel (Archboldia papuensis) auch Archbold-Laubenvogel ist eine Art aus der Familie der Laubenvögel (Ptilonorhynchidae) und ist ein Vertreter der Avifauna Neuguineas Er ist der einzige Vertreter seiner Gattung. Sein Verbreitungsgebiet liegt in Gebirgen Neuguineas. Anders als bei den in Australien vorkommenden Laubenvögel ist die Lebensweise des Archboldlaubenvogel daher vergleichsweise wenig erforscht.
Der Archboldlaubenvogel ist mit einer Körperlänge von bis zu 37 Zentimeter einer der größten Vertreter in der Familie der Laubenvögel und zählt zu den Arten dieser Familie, zu dessen Balzverhalten der Bau einer Laube durch das Männchen gehört. Wie für Laubenvögel typisch besteht ein auffallender Geschlechtsdimorphismus. Das Weibchen ist deutlich unauffälliger als das Männchen gefiedert. Es werden zwei Unterarten unterschieden.
Archbold-Laubenvögel sind sehr langlebig und brauchen mehrere Jahre, bis sie ihre Geschlechtsreife erreicht haben. Auf Grund der Intelligenzleistung, die sie beim Bau ihrer Lauben zeigen, werden sie zu den intelligentesten unter den Vögeln gezählt. Die Bestandssituation des Archboldlaubenvogels wird der IUCN als potentiell gefährdet (near threatened) eingestuft.

## Merkmale
Männchen erreichen eine Körperlänge von 37 Zentimeter, wovon bei der Nominatform 14,8 bis 15,6 Zentimeter auf den Schwanz entfallen. Weibchen bleiben anders als bei den Sericulus-Arten und dem Seidenlaubenvogel kleiner als das Männchen und erreichen eine Körperlänge von 35 Zentimeter. Davon entfallen 12,2 bis 13 Zentimeter auf den Schwanz. Die Schnabellänge beträgt beim Männchen 3,2 bis 3,8 Zentimeter und bei den Weibchen 3,1 bis 3,5 Zentimeter. Die Männchen erreichen ein Gewicht zwischen 170 und 195 Gramm, die Weibchen wiegen zwischen 163 und 185 Gramm.

### Merkmale des Männchens
Die Männchen haben ein rußgraues bis schwarzes Körpergefieder. Davon hebt sich eine auffällige gelb-orange Federhaube ab, die sich von der Stirn bis in den Nacken erstreckt. Die Arm- und Handschwingen sind dunkel graubraun, bei den Handschwingen sind die Federbasen und die Federschäfte blassgelb. Die großen Flügeldecken sind zimtbraun mit schwarzen Federspitzen. Männchen wirken kurz vor der Mauser insgesamt bräunlicher als frisch vermauserte Vögel.
Die Augen sind dunkel kastanienbraun, der Schnabel ist schwarz mit einem gelben Schnabelinneren. Die Beine und die Füße sind blaugrau.

### Merkmale des Weibchens
Das im Vergleich zum Männchen etwas kleinere Weibchen hat ebenfalls ein rußgraues bis schwarzes Körpergefieder. Der Gefiederton ist allerdings niemals so tiefschwarz wie dies beim Männchen vorkommen kann, das Gefieder ist insgesamt etwas bräunlicher. Das Gefieder kann bei bestimmten Lichtverhältnissen metallisch schimmern und weist dann auch weiße Glanzlichter auf. Die gelbe Federhaube des Männchens fehlt bei ihnen vollständig.
Die Körperunterseite ist etwas heller als die Körperoberseite. Die einzelnen Federn haben breite schwarze Säume und dunkel graubraune Federmitten, so dass die Weibchen aus der Nähe leicht geschuppt wirken. Das Kinn und die Stirn sind etwas heller als das übrige Gefieder. Die Federschäfte sind wie beim Brustgefieder blassgrau.

### Merkmale der Jungvögel
Flügge werdende Nestlinge haben noch ein Dunengefieder auf dem Scheitel. Ihr Schnabel sowie die Beine sind grauviolett. Die Iris ist dunkel graubraun. Bei den Jungvögeln zeigen die Männchen zunächst das Gefieder der adulten Weibchen. Bei subadulten Männchen weist das Gefieder zunehmend einzelne gelbe Federn auf der Stirn und im Nacken auf, bis sie dann das vollständige Gefieder adulter Männchen zeigen.

## Stimme
Der Archboldlaubenvogel hat ein sehr großes Rufrepertoire, dazu zählen krächzende, gurgelnde, klickende und surrende Laute. Ähnlich wie die zu den Laubenvögeln gehörenden Gärtnervögel imitiert der Archboldlaubenvogel zahlreiche Vogelstimmen seiner Umgebung. Zu den nachgeahmten Rufen gehören die von Papuaadler, Bergloris (Neopsittacus), Glanzflöter (Melampitta lugubris), verschiedene Sericornis-Arten, Rotnacken-Dickkopf (Aleadryas rufinucha), Goldstreif-Honigfresser (Lichenostomus subfrenatus), Belford-Honigfresser (Melidectes belfordi), Furchenvogel (Cnemophilus macgregorii), Schmalschwanz-Paradieshopf (Epimachus meyeri) und Wimpelträger. Nachgeahmt werden auch die scharfen, klickenden Balzlaute des Seidenlaubenvogel und die weithin vernehmbaren Pfiffe des Säulengärtners.
Der Archboldlaubenvogel ahmt zwar die sehr kraftvollen, einem Maschinengewehrrattern gleichenden Rufe des Schmalschwanz-Paradieshofes nach, von dem Wimpelträger dagegen imitiert er nur die Rufe noch nicht geschlechtsreifer männlicher Jungvögel, die sich deutlich von den Rufen der adulten Männchen unterscheiden.
Neben Vogelstimmen greift der Archboldlaubenvogel auch Laute seiner Umgebung auf. Dazu zählt vor allem die Nachahmung von Vogelflügeln, die geöffnet und geschüttelt werden. Daneben ahmt er die Laute von Singzikaden nach. Auch das raschelnde Geräusch, das abgestorbene Schraubenbaumblätter machen, wenn sie im Wind gegeneinander reiben und das Geräusch, wenn ein solches Blatt vom Baum fällt und auf den Boden fällt, werden von ihm nachgeahmt.

## Verbreitungsgebiet, Unterarten und Lebensraum

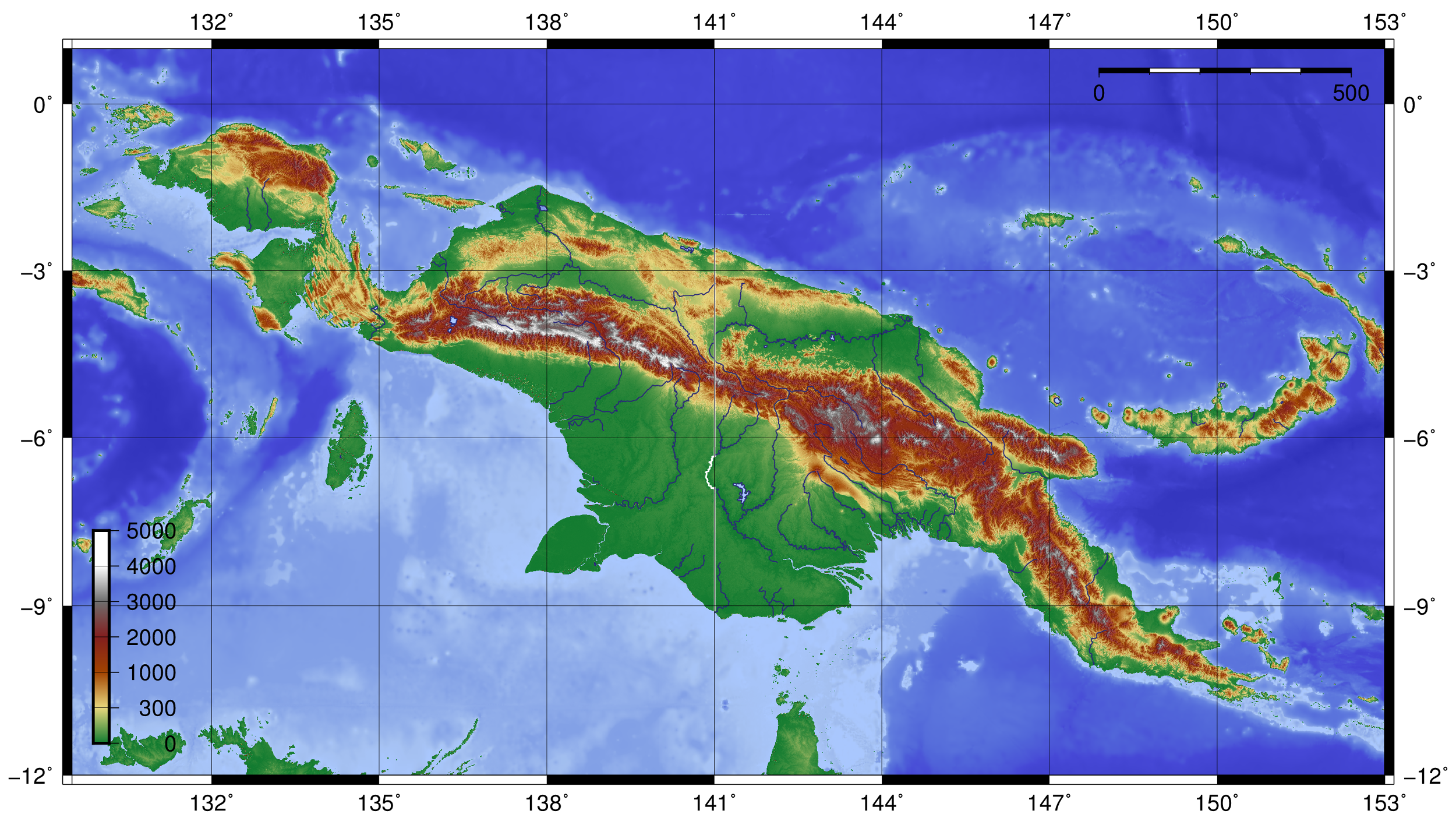
Topographische Karte von Neuguinea

Der Archboldlaubenvogel kommt in Gebirgen im zentralen Neuguinea vor. Die jeweiligen Verbreitungsgebiete sind nicht zusammenhängend und auf Grund seiner Lebensraumanforderungen jeweils klein. In den Gebieten, in denen er verbreitet ist, kommt er jedoch häufiger vor.
Es werden in dem Verbreitungsgebiet zwei Unterarten unterschieden:
- A. p. papuensis – Rand, 1940 – Die Nominatform kommt in Gebirgen des westlichen Neuguineas vor. Zum Verbreitungsgebiet gehören unter anderem das Sudirman-Gebirge, die Region der Paniai-Seen im Hochland von West-Papua und die Region um das Baliem-Tal.[6]
- A. p. sanfordi – Mayr & Gilliard, 1950 – Gebirge des östlichen Neuguineas. Er kommt unter anderem an den südwestlichen Hängen in der Nähe von Mount Hagen vor und besiedelt die südlichen und südwestlichen Hänge des Mount Giluwe, des höchsten Vulkans in Australien und Ozeanien.[7]

Der Lebensraum sind frostanfällige Bergwälder, in denen Scheinbuchen und Steineiben dominieren und daneben auch Schraubenbäume sowie Strahlenaralien und Bambus vorkommt. Die Höhenverbreitung reicht von 1700 bis 3700 Höhenmetern. Er ist in seinem Verbreitungsgebiet damit der Laubenvogel mit der größten Höhenverbreitung: In niedrigeren Höhenlagen kommt der Goldhaubengärtner vor. Er überlappt sich teilweise mit dem des Rothaubengärtners, der in nochmals niedrigeren Höhenlagen vorkommt. Clifford und Dawn Frith halten es für möglich, dass der Rothaubengärtner durch den verbreiteteren Goldhaubengärtner – der mit einer Körperlänge von bis zu 26 Zentimeter geringfügig größer ist – in niedrigere Höhenlagen verdrängt wurde.

## Fortpflanzung
Archbold-Laubenvögel sind polygyn, das heißt, das Männchen verpaart sich mit mehreren Weibchen. Allein das Weibchen kümmert sich um den Bau des Nestes, die Brut und die Aufzucht der Jungvögel. Das Männchen wirbt um Weibchen, indem er eine säulenförmige Laube baut. Diese Lauben werden von den Männchen über mehrere Jahre besetzt, anhand von Beringungsdaten konnte man nachweisen, dass ein einzelnes Männchen mehr als sechs Brutzeiten eine Laube besetzt hielt. Archbold-Laubenvögel umgeben diese Säulen mit dicken Matten aus trockenen Farbblättern. Die Matten werden mit Schneckengehäusen, toten Käfern, Pilzen, Kohle und Baumwachs dekoriert. Gelegentlich dekorieren die Männchen ihren Balzplatz auch mit den Schmuckfedern von Wimpelträgern, einer Art der Paradiesvögeln, bei der die Männchen an jeder Kopfseite eine fünfzig Zentimeter lange Schmuckfeder besitzen. Von 24 Lauben waren 6 in dieser Weise geschmückt.

## Einzelbelege
1. 1 2 3   Handbook of the Birds of the World zum Archboldlaubenvogell, aufgerufen am 29. April 2017
2. 1 2 3 4 5 6   Frith: The Bowerbirds - Ptilonorhynchidae. S. 303.
3. ↑   Frith: The Bowerbirds - Ptilonorhynchidae. S. 300.
4. 1 2   Frith: The Bowerbirds - Ptilonorhynchidae. S. 302.
5. ↑   Frith: The Bowerbirds - Ptilonorhynchidae. S. 301.
6. ↑   Beehler & Pratt: Birds of New Guinea . S. 279.
7. ↑   Beehler & Pratt: Birds of New Guinea. S. 280.
8. ↑   Frith: The Bowerbirds - Ptilonorhynchidae. S. 289.
9. ↑   Clifford B. Frith, Bruce M. Beehler: The Birds of Paradise – Paradisaeidae. Oxford University Press, Oxford 1998, ISBN 0-19-854853-2. S. 314